# شپشک‌های آفریقای گرمسیری
شپشک‌های آفریقای گرمسیری (نام علمی: Stictococcidae) نام یک تیره از بالاخانواده شپشک است.